# Boa Ventura (Paraíba)
Boa Ventura é um município brasileiro do estado da Paraíba, localizado na Região Metropolitana do Vale do Piancó. De acordo com o IBGE (Instituto Brasileiro de Geografia e Estatística), no ano de 2006 sua população era estimada em 7.045 habitantes. Área territorial de 132 km².
Até o início da década de 1960, constituía distrito do município de Itaporanga, que, à época, chamava-se Misericórdia. O interventor, à ocasião de sua emancipação, foi Jorge de Freitas, primeiro Prefeito do novo município. Cláudio Cavalcanti de Arruda, comerciante, foi o primeiro prefeito eleito. A economia da cidade se baseia principalmente na agropecuária.

## História
A origem do município remonta às terras pertencentes à Casa da Torre desde 1700. Em 1776, o Alferes Luís Pinto de Sousa estabeleceu-se na região, na Fazenda São Boaventura. Em 1887 iniciou-se a construção da capela dedicada a Nossa Senhora da Conceição, concluída em 1892. A capela impulsionou o povoamento do local.
O distrito de São Boaventura foi criado em 27 de julho de 1901, subordinado ao município de Misericórdia.
No início do século XX, surgiu a liderança de José Cavalcante Estrela de Lacerda, o Coronel Zuza Lacerda, em luta contra os cangaceiros.  Após perder as eleições em 1903, o coronel decidiu rebelar-se contra os poderes estaduais e municipais e decretou a República da Estrela, que durou 3 dias.
Pelo decreto-lei estadual nº 1164, de 15 de novembro de 1938, o município de Misericórdia passou a denominar-se Itaporanga, passando o distrito de São Boa Ventura a pertencer ao município de Itaporanga. O município foi criado em 1 de dezembro de 1961, pela lei estadual n.º 2605, com o nome de Boa Ventura.

## Geografia
Boa Ventura situa-se na unidade geoambiental da Depressão Sertaneja, com relevo característico desta depressão.
O município está incluído na área geográfica de abrangência do semiárido, definida pelo Ministério da Integração Nacional em 2012.  Esta delimitação tem como critérios o índice pluviométrico, o índice de aridez e o risco de seca. A vegetação é a caatinga xerofítica, onde ocorre a presença de cactáceas, arbustos e arvores de pequeno a médio porte.
O município insere-se na bacia hidrográfica do rio Piranhas, na sub-bacia do rio Piancó e tem como principais tributários o Rio Piancó e os riachos Oitis, da Cachoeira Grande, do Saco e Bruscas, todos de regime intermitente.

### Clima
Dados do Departamento de Ciências Atmosféricas, da Universidade Federal de Campina Grande, mostram que Boa Ventura apresenta um clima com média pluviométrica anual de 902.9 mm e temperatura média anual de 26.3 °C.
| Dados climatológicos para Boa Ventura         | Dados climatológicos para Boa Ventura | Dados climatológicos para Boa Ventura | Dados climatológicos para Boa Ventura | Dados climatológicos para Boa Ventura | Dados climatológicos para Boa Ventura | Dados climatológicos para Boa Ventura | Dados climatológicos para Boa Ventura | Dados climatológicos para Boa Ventura | Dados climatológicos para Boa Ventura | Dados climatológicos para Boa Ventura | Dados climatológicos para Boa Ventura | Dados climatológicos para Boa Ventura | Dados climatológicos para Boa Ventura |
| Mês                                           | Jan                                   | Fev                                   | Mar                                   | Abr                                   | Mai                                   | Jun                                   | Jul                                   | Ago                                   | Set                                   | Out                                   | Nov                                   | Dez                                   | Ano                                   |
| --------------------------------------------- | ------------------------------------- | ------------------------------------- | ------------------------------------- | ------------------------------------- | ------------------------------------- | ------------------------------------- | ------------------------------------- | ------------------------------------- | ------------------------------------- | ------------------------------------- | ------------------------------------- | ------------------------------------- | ------------------------------------- |
| Temperatura máxima média (°C)                 | 34,4                                  | 33,4                                  | 32,6                                  | 32,1                                  | 31,4                                  | 30,9                                  | 31,1                                  | 32,6                                  | 34,0                                  | 35,2                                  | 35,6                                  | 35,3                                  | 33,2                                  |
| Temperatura média (°C)                        | 27,5                                  | 26,7                                  | 26,2                                  | 25,9                                  | 25,3                                  | 24,6                                  | 24,5                                  | 25,2                                  | 26,4                                  | 27,4                                  | 27,8                                  | 27,8                                  | 26,5                                  |
| Temperatura mínima média (°C)                 | 21,9                                  | 21,6                                  | 21,4                                  | 21,2                                  | 20,6                                  | 19,5                                  | 18,9                                  | 19,0                                  | 20,1                                  | 21,0                                  | 21,6                                  | 21,9                                  | 20,7                                  |
| Precipitação (mm)                             | 107,1                                 | 151,0                                 | 220,0                                 | 193,6                                 | 72,7                                  | 38,3                                  | 28,9                                  | 8,6                                   | 7,9                                   | 13,0                                  | 20,0                                  | 52,9                                  | 902,9                                 |
| Fonte: Departamento de Ciências Atmosféricas. |                                       |                                       |                                       |                                       |                                       |                                       |                                       |                                       |                                       |                                       |                                       |                                       |                                       |